# Larimna

Mapa de las ciudades de la antigua Beocia. Larimna se encontraba en la costa norte, frente a Eubea.

Larimna (en griego Λάρυμνα, en latín Larymna) fue en la Antigüedad un puerto de Beocia (Grecia) situado en la desembocadura del río Cefiso. 
Pausanias dice que Larimna perteneció a los locrios opuntios hasta que se sometió voluntariamente a Tebas, probablemente en tiempos de Epaminondas, hacia el 371 a. C. Sin embargo Escílax, que escribió sobre la ciudad después de esta fecha, aún la menciona como una ciudad locria, y lo habría sido en realidad después de que Casandro reconstruyera Tebas. En el 230 a. C. ya es descrita como una ciudad beocia. Entonces estaba formada por la parte alta de la ciudad y la parte baja; esta última hacía de puerto para Lebadea, Queronea, Orcómeno, Copas y otras ciudades beocias.
Sus ruinas, en las que destacan las murallas, están en Pazarakia, a la orilla derecha del río Cefiso, justo después de que el río emerja de un canal subterráneo.